# Šimon
Šimon (také Simon nebo Simeon) je mužské rodné jméno hebrejského původu (hebrejsky שִׁמְעוֹן, Šim'on). Jeho význam je obvykle vykládán jako „naslouchající“.
Podle českého kalendáře má svátek 22. prosince.

## Statistické údaje
Následující tabulka uvádí četnost jména v ČR a pořadí mezi mužskými jmény ve srovnání dvou roků, pro které jsou dostupné údaje MV ČR – lze z ní tedy vysledovat trend v užívání tohoto jména:
| Rok       | Četnost    | Pořadí   |
| 1999      | 2375       | 113.     |
| 2002      | 2863       | 104.     |
| Porovnání | o 488 více | o 9 lépe |
| 2006      | 5956       | 81.      |

Změna procentního zastoupení tohoto jména mezi žijícími muži v ČR (tj. procentní změna se započítáním celkového úbytku mužů v ČR za sledované tři roky 1999–2002) je +21,4%, což svědčí o strmém nárůstu obliby tohoto jména.

## Známí nositelé jména
- Šimeón – syn patriarchy Jákoba, podle něhož byl též nazýván jeden z izraelských kmenů
- Šimon Petr – svatý Petr, hlava prvotní církve a podle tradice první papež
- Šimon Kananejský – jeden z dvanácti apoštolů
- Šim'on bar Kochba († 135) – vůdce židovského protiřímského povstání
- Šimon z Kyrény – novozákonní postava, byl donucen pomoci nést Ježíšovi kříž
- Symeon I. (864–927) – první bulharský car.
- Simeon II. – bulharský car a politik.
- Šimon II. Lotrinský (1140–1206/1207) – lotrinský vévoda
- Šimon z Dammartinu († 1239) – hrabě z Ponthieu a Aumale
- Šimon z Kézy (13. stol.) – uherský kronikář
- Simon z Montfortu – více osob, rozcestník
- Simon IV. z Montfortu (cca 1165–1218) – hrabě z Montfortu a Leicestru
- Šimon Sicilský – sicilský hrabě z normanské dynastie Hautevillů
- Šimon Bárta – osmý biskup českobudějovický
- Simon Bolívar – venezuelský voják a politik
- Simon Buttefly – pseudonym německého hudebníka Bernda Simona
- Šimon Caban – český scénograf, choreograf, fotograf, režisér a obecně divadelní a filmový tvůrce
- Simon Helberg – americký herec, známý ztvárněním Howarda Wolowitze v Teorii velkého třesku
- Simon Marius – německý astronom
- Šimon Peres – izraelský prezident
- Šimon Pánek – český politický aktivista, ředitel společnosti Člověk v tísni
- Simon Pegg – britský herec a scenárista
- Symon Petljura – ukrajinský politik
- Simon Wiesenthal – rakouský aktivista proslulý jako „lovec nacistů“

## Příjmení Šimon a Simon
- viz Šimon (příjmení)
- viz Simon (příjmení)

## Geografické názvy
- Šim'on (Tel Aviv) – čtvrť Tel Avivu v Izraeli